# Gardenia hutchinsoniana
Gardenia hutchinsoniana är en måreväxtart som beskrevs av William Bertram Turrill. Gardenia hutchinsoniana ingår i släktet Gardenia och familjen måreväxter. Inga underarter finns listade i Catalogue of Life.